# 25 февруари
25 февруари е 56-ият ден в годината според григорианския календар. Остават 309 дни до края на годината (310 през високосна година).

## Събития
- 138 г. – Императорът на Римската империя Адриан осиновява Антонин Пий, обявявайки го за престолонаследник.
- 1204 г. – Папа Инокентий III изпраща в България кардинал Лъв, който да коронова за крал цар Калоян и да издигне като единствен православен Примас архиепископ Василий.
- 1836 г. – Самюъл Колт получава патент за „въртящо се оръжие“, наречено по-късно револвер.
- 1848 г. – Във Франция е провъзгласена Втората република.
- 1856 г. – В Париж е открит Международен конгрес за изготвяне на мирен договор между държавите, участвали в Кримската война.
- 1901 г. – Американският магнат Джон Пиерпон Морган създава империята „Юнайтед стейтс стийл корпорейшън“.
- 1905 г. – В България е регистриран първият картел – Тютюнофабрикантско дружество „Свети Никола“, в който влизат 40 от общо 58 тютюневи фабрики.
- 1916 г. – Генерал Филип Петен поема командването на 2-ра френска армия.
- 1921 г. – Съветската Червена армия окупира Тбилиси, столицата на Грузия.
- 1928 г. – В САЩ е издаден първият лиценз за телевизионно излъчване.
- 1932 г. – Адолф Хитлер, който е гражданин на Австрия, получава германско гражданство.
- 1945 г. – Втората световна война: Турция обявява война на Нацистка Германия.
- 1947 г. – В Народна република България е въведен държавен монопол върху производството и търговията с тютюневи изделия.
- 1948 г. – Комунистическата партия завзема властта в Чехословакия.
- 1949 г. – В София започва съдебен процес срещу 15 евангелистки пастори, който завършва с осъждането им за шпионска дейност.
- 1951 г. – В Буенос Айрес (Аржентина) са открити първите Панамерикански игри.
- 1956 г. – В своя реч на XX конгрес на КПСС съветският ръководител Никита Хрушчов осъжда култа към личността на неговия предшественик Йосиф Сталин.
- 1986 г. – Във Филипините, след 20-годишно управление, президентът Фердинад Маркос е победен на избори от Корасон Акино – първата филипинка президент.
- 1991 г. – Война в Персийския залив: Иракска балистична ракета „Ал-Хусейн“ удря американска военна база в Дархан, Саудитска Арабия, при което загиват 28 американски войници.
- 1992 г. – Общинският съвет на София взема решение за разрушаване на Мавзолея на Георги Димитров.
- 1992 г. – Създадена е Федерална космическа агенция в Русия.
- 2007 г. – Иран извършва първото си успешно изстрелване на космическа ракета.
- 2009 г. – Полет 1951 на „Търкиш Еърлайнс“ се разбива по време на кацане на летище „Амстердам Схипхол“ в Амстердам, Нидерландия, главно поради дефектен радиовисотомер, което води до смъртта на 9 пътници и екипаж, включително и 3-та пилоти.

## Родени
- 1305 г. – Ибн Батута, марокански учен и пътешественик († 1368 или 1377 г.)
- 1611 г. – Евлия Челеби, османски пътешественик († 1682 г.)
- 1643 г. – Ахмед II, султан на Османската империя († 1695 г.)
- 1707 г. – Карло Голдони, италиански драматург († 1793 г.)
- 1778 г. – Хосе де Сан Мартин, южноамерикански генерал († 1850 г.)
- 1835 г. – Масайоши Мацуката, министър-председател на Япония († 1924 г.)
- 1841 г. – Пиер-Огюст Реноар, френски художник, скулптор и график († 1919 г.)
- 1842 г. – Карл Май, германски писател († 1912 г.)
- 1857 г. – Андрей Блъсков, български офицер, генерал-майор († 1943 г.)
- 1859 г. – Васил Кутинчев, български генерал († 1941 г.)
- 1860 г. – Сър Уилям Ашли, британски икономически историк († 1927 г.)
- 1865 г. – Андраник Озанян, арменски генерал († 1927 г.)
- 1872 г. – Коста Николов, български просветен деец († 1957 г.)
- 1877 г. – Ерих Мориц фон Хорнбостел, етномузиколог и музикален теоретик († 1935 г.)
- 1878 г. – Панчо Дорев, български историк († 1938 г.)
- 1879 г. – Александър Андреев, български скулптор († 1971 г.)
- 1885 г. – Алис Батенберг, английска принцеса († 1969 г.)
- 1888 г. – Джон Фостър Дълес, американски дипломат и държавник († 1959 г.)
- 1888 г. – Йордан Бадев, български литературен критик († 1944 г.)
- 1896 г. – Цветан Лазаров, български авиоконструктор († 1961 г.)
- 1900 г. – Стефан Грудев, български писател и драматург († 1971 г.)
- 1902 г. – Никола Илчев, български борец, боксьор и кечист († 1975 г.)
- 1907 г. – Али Сабахатин, турски писател († 1948 г.)
- 1917 г. – Антъни Бърджес, британски писател († 1993 г.)
- 1935 г. – Октай Синаноглу, турски физикохимик и молекулярен биофизик († 2015 г.)
- 1941 г. – Георги Аяновски, писател от Северна Македония
- 1942 г. – Боян Радев, български борец, колекционер и меценат на изкуството
- 1943 г. – Джордж Харисън, британски рок музикант (Бийтълс) († 2001 г.)
- 1946 г. – Виктор Чучков, български композитор
- 1946 г. – Жан Тод, бивш президент на ФИА
- 1946 г. – Франц Ксавер Крьоц, немски драматург
- 1948 г. – Фридрих Концилия, австрийски футболист
- 1949 г. – Амин Маалуф, ливански писател
- 1950 г. – Нестор Киршнер, президент на Аржентина († 2010 г.)
- 1951 г. – Йонко Попов, български композитор
- 1952 г. – Светла Златева, българска лекоатлетка
- 1953 г. – Хосе Мария Аснар, министър-председател на Испания
- 1958 г. – Петко Драганов, български дипломат
- 1962 г. – Джон Ланчестър, английски писател и журналист
- 1964 г. – Ли Евънс, британски комик
- 1971 г. – Шон Астин, американски актьор
- 1972 г. – Анна Александрова, български политик и юрист
- 1981 г. – Парк Джи-сун, южнокорейски футболист
- 1982 г. – Мария Канелис, американска кечистка
- 1982 г. – Флавия Пенета, италианска тенисистка
- 1988 г. – Иван Иванов, български футболист
- 1990 г. – Димитър Вучев, български икономист и журналист

## Починали
- 1536 г. – Якоб Хутер, тиролски проповедник (* неизв.)
- 1547 г. – Витория Колона, италианска поетеса (* 1492 г.)
- 1634 г. – Албрехт фон Валенщайн, германски генерал (* 1583 г.)
- 1713 г. – Фридрих I (Прусия), крал на Прусия (* 1675 г.)
- 1723 г. – Кристофър Рен, английски архитект (* 1632 г.)
- 1852 г. – Томас Мур, ирландски поет (* 1779 г.)
- 1872 г. – Паисий Пловдивски, Пловдивски Митрополит (* 1810 г.)
- 1899 г. – Паул Ройтер, британски журналист от германски произход (* 1816 г.)
- 1925 г. – Георги Скрижовски, български революционер (* 1882 г.)
- 1950 г. – Джордж Майнот, американски патофизиолог, Нобелов лауреат през 1934 г. (* 1885 г.)
- 1959 г. – Георги Богровски, български политик (* 1884 г.)
- 1971 г. – Теодор Светберг, Нобелов лауреат през 1926 г. (* 1884 г.)
- 1973 г. – Димитър Пешев, български политик (* 1894 г.)
- 1980 г. – Ахмад Шукейри, палестински политик (* 1908 г.)
- 1983 г. – Тенеси Уилямс, американски драматург (* 1911 г.)
- 1998 г. – Ванда Якубовска, полска филмова режисьорка (* 1907 г.)
- 1999 г. – Глен Сиборг, американски физик, Нобелов лауреат през 1991 г. (* 1912 г.)
- 2002 г. – Никон Агатополски, български духовник (* 1931 г.)
- 2003 г. – Алберто Сорди, италиански актьор (* 1920 г.)
- 2003 г. – Преслав Кършовски, български художник (* 1905 г.)
- 2009 г. – Филип Фармър, американски писател (* 1918 г.)
- 2012 г. – Ерланд Юсефсон, шведски актьор (* 1923 г.)
- 2014 г. – Пако де Лусия, испански китарист и композитор (* 1947 г.)
- 2017 г. – Бил Пакстън, американски актьор (* 1955 г.)
- 2017 г. – Борислав Грънчаров, български поп певец (* 1944 г.)
- 2019 г. – Красимир Узунов, български журналист (* 1963 г.)

## Празници
- Италия – Празник на град Агридженто
- Кувейт – Национален ден на Кувейт (национален празник)
- Филипини – Ден на революцията (сваляне на диктатурата чрез избори, 1986 г.)